# Prasinocyma leucogramma
Prasinocyma leucogramma là một loài bướm đêm trong họ Geometridae.